# Емблема Чандігарха
Емблема Чандігарха — офіційною печаткою уряду індійської союзної території Чандігарха.

## Дизайн
Емблема складається з круглого щита із зображенням скульптури Ле Корбюзьє Монумент «Відкрита долоня», яка широко вважається символом міста Чандігарх.

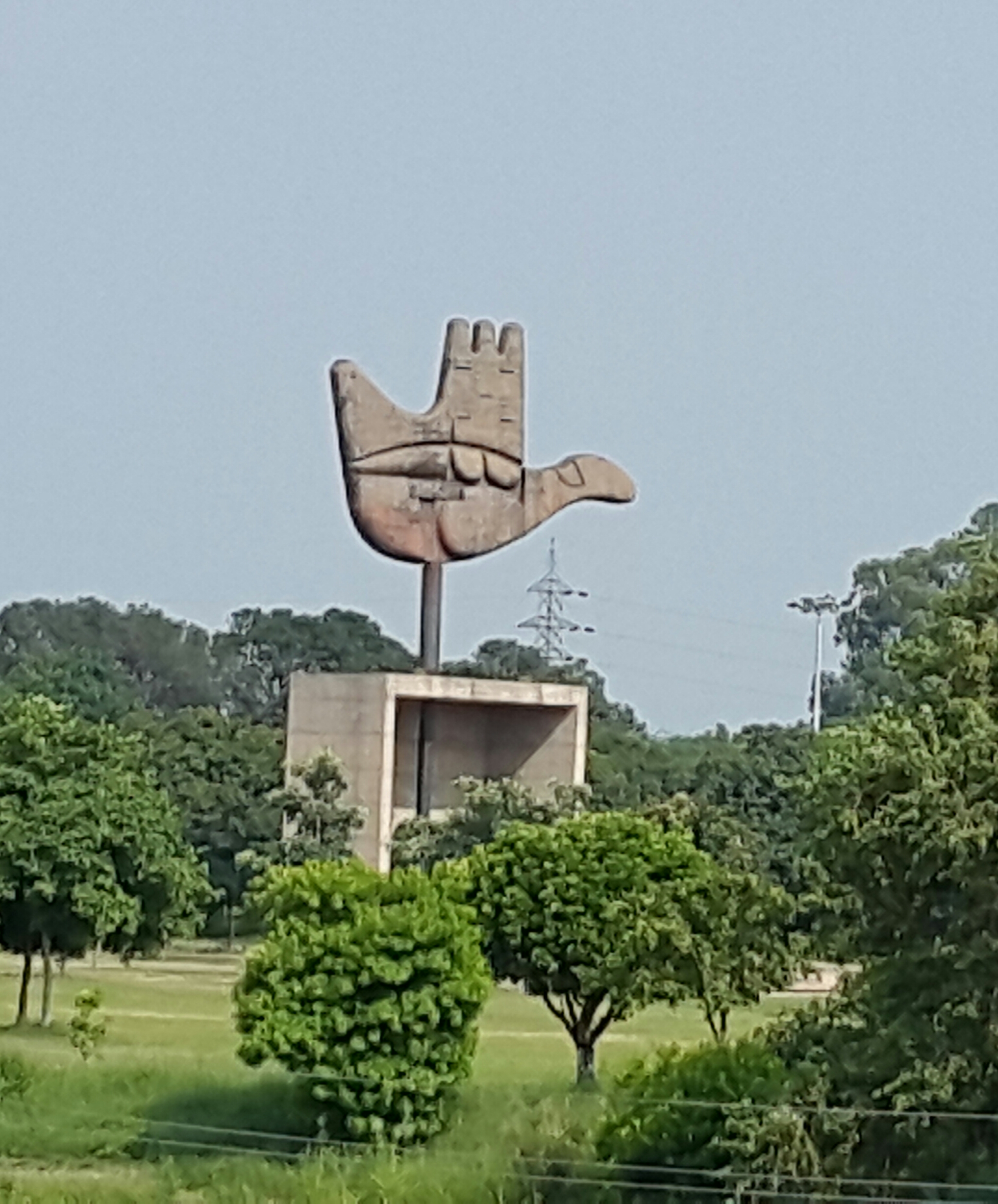
Монумент «Відкрита долоня»
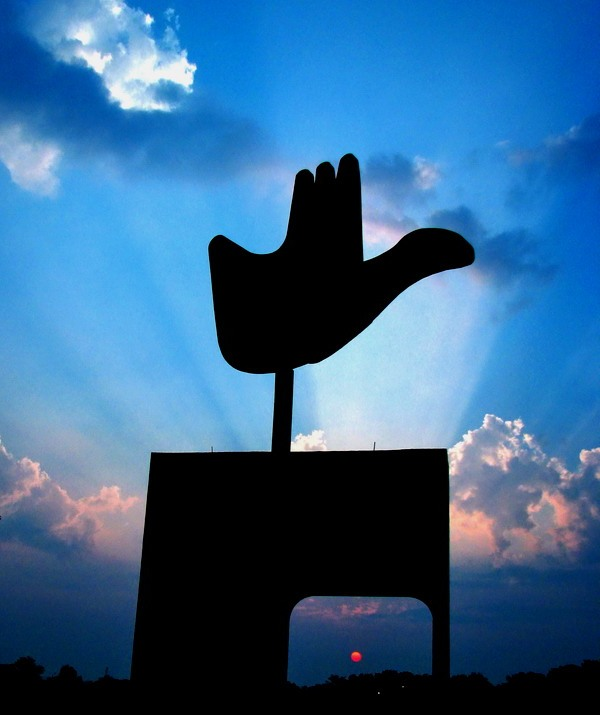
Монумент «Відкрита долоня» в силуеті

## Урядовий прапор
Адміністрація Чандігарха може бути представлена прапором із зображенням герба території на білому тлі.

Прапор Чандігарха